# Banqiao, Pengxi
Banqiao (kinesiska: 板桥乡, 板桥) är en socken i Kina. Den ligger i provinsen Sichuan, i den sydvästra delen av landet, omkring 150 kilometer öster om provinshuvudstaden Chengdu.
Genomsnittlig årsnederbörd är 1 339 millimeter. Den regnigaste månaden är juli, med i genomsnitt 269 mm nederbörd, och den torraste är december, med 7 mm nederbörd.